# APOBEC3F
APOBEC3F (англ. Apolipoprotein B mRNA editing enzyme catalytic subunit 3F) – білок, який кодується однойменним геном, розташованим у людей на короткому плечі 22-ї хромосоми.  Довжина поліпептидного ланцюга білка становить 373 амінокислот, а молекулярна маса — 45 020.
| 10         |  | 20         |  | 30         |  | 40         |  | 50         |
| ---------- |  | ---------- |  | ---------- |  | ---------- |  | ---------- |
| MKPHFRNTVE |  | RMYRDTFSYN |  | FYNRPILSRR |  | NTVWLCYEVK |  | TKGPSRPRLD |
| AKIFRGQVYS |  | QPEHHAEMCF |  | LSWFCGNQLP |  | AYKCFQITWF |  | VSWTPCPDCV |
| AKLAEFLAEH |  | PNVTLTISAA |  | RLYYYWERDY |  | RRALCRLSQA |  | GARVKIMDDE |
| EFAYCWENFV |  | YSEGQPFMPW |  | YKFDDNYAFL |  | HRTLKEILRN |  | PMEAMYPHIF |
| YFHFKNLRKA |  | YGRNESWLCF |  | TMEVVKHHSP |  | VSWKRGVFRN |  | QVDPETHCHA |
| ERCFLSWFCD |  | DILSPNTNYE |  | VTWYTSWSPC |  | PECAGEVAEF |  | LARHSNVNLT |
| IFTARLYYFW |  | DTDYQEGLRS |  | LSQEGASVEI |  | MGYKDFKYCW |  | ENFVYNDDEP |
| FKPWKGLKYN |  | FLFLDSKLQE |  | ILE        |  |            |  |            |

A: Аланін

C: Цистеїн

D: Аспарагінова кислота

E: Глутамінова кислота

F: Фенілаланін

G: Гліцин

H: Гістидин

I: Ізолейцин

K: Лізин

L: Лейцин

M: Метіонін

N: Аспарагін

P: Пролін

Q: Глутамін

R: Аргінін

S: Серин

T: Треонін

V: Валін

W: Триптофан

Кодований геном білок за функцією належить до гідролаз. 
Задіяний у таких біологічних процесах як імунітет, вроджений імунітет, антивірусний захист. 
Білок має сайт для зв'язування з іонами металів, іоном цинку. 
Локалізований у цитоплазмі.